# بين شابمان (صحفي)
بين شابمان (بالإنجليزية: Ben Chapman) هو صحفي أمريكي، ولد في 25 ديسمبر 1908 في ناشفيل في الولايات المتحدة، وتوفي في 7 يوليو 1993 في هوفر في الولايات المتحدة بسبب نوبة قلبية.

## وصلات خارجية
- بين شابمان على موقع دوري كرة القاعدة الرئيسي (الإنجليزية)
- بين شابمان على موقعبيزبول رفرنس.كوم (الدوري الرئيسي) (الإنجليزية)
- بين شابمان على موقعبيزبول رفرنس.كوم (الدوري الثانوي) (الإنجليزية)
- بين شابمان على موقع جمعية أبحاث البيسبول الأمريكية (الإنجليزية)
- بين شابمان على موقع إي إس بي إن.كوم (أم.أل.بي) (الإنجليزية)